# King George (Virginia)
King George es un lugar designado por el censo (en inglés, census-designated place, CDP) situado en el condado de King George, Virginia  (Estados Unidos). Según el censo de 2020, tiene una población de 4970 habitantes.
Es la sede del condado.

## Demografía
Según el censo de 2020, el 69.76% de los habitantes son blancos, el 16.46% son afroamericanos, el 0.50% son amerindios, el 1.41% son asiáticos, el 0.12% son isleños del Pacífico, el 2.27% son de otras razas y el 9.48% son de una mezcla de razas. Del total de la población, el 6.10% son hispanos o latinos de cualquier raza.